# Reason (Melanie C)
| Recensione   | Giudizio |
| ------------ | -------- |
| AllMusic     | [ 3 ]    |
| The Guardian | [ 1 ]    |

Reason è il secondo album della cantautrice britannica Melanie C, pubblicato il 10 marzo 2003 dall'etichetta discografica Virgin.
L'album, dalle sonorità più rock del precedente, pur non riscuotendo gli stessi successi del precedente Northern Star, per il quale tuttavia la cantante beneficiava ancora del fenomeno mediatico delle Spice Girls, gruppo del quale era una delle componenti, raggiunge la posizione numero cinque della classifica degli album britannica. Tra le particolarità più rilevanti è l'uso del Copy Control, un sistema usato tra il 2001 e il 2006 che aveva l'obiettivo di fermare la pirateria musicale. Disco d'oro in Regno Unito (101,000) e 500 000 copie in tutto il mondo.
Fu anche l'ultimo album della cantante ad essere stato pubblicato con la casa discografica Virgin, dalla quale si separò per fondare la sua etichetta indipendente, la Red Girl.

## Singoli
Dall'album furono estratti quattro singoli (di cui uno sotto forma di doppia a-side nel Regno Unito). Il primo estratto fu Here It Comes Again, seguito da On the Horizon e Yeh Yeh Yeh (nel Regno Unito il terzo estratto fu il doppio a-side Melt/Yeh Yeh Yeh).
Solo in Giappone fu estratto un ulteriore singolo dopo On the Horizon: Let's Love che faceva da colonna sonora ad uno spot televisivo Toyota. Tutti i singoli furono pubblicati nello stesso anno dell'album, il 2003.

## Tracce
1. Here It Comes Again – 4:21 (Melanie Chisholm, Marius De Vries, Robert Howard)
2. Reason – 4:20 (Melanie Chisholm, Peter-John Vettese)
3. Lose Myself in You – 4:15 (Melanie Chisholm, Matt Rowe, Stefan Skarbek)
4. On the Horizon – 3:39 (Gregg Alexander, Melanie Chisholm, Rick Nowels)
5. Positively Somewhere – 3:46 (Colin Campsie, Melanie Chisholm, Phil Thornalley)
6. Melt – 3:47 (Guy Chambers, Melanie Chisholm)
7. Do I – 3:37 (Melanie Chisholm, Dave Munday, Phil Thornalley)
8. Soul Boy – 4:31 (Paul Bachanan)
9. Water – 3:40 (Melanie Chisholm, Tore Johansson)
10. Home – 4:42 (David Arnold, Melanie Chisholm)
11. Let's Love – 3:26 (Melanie Chisholm, Dave Munday, Phil Thornalley)
12. Yeh Yeh Yeh – 4:19 (Melanie Chisholm, Rhett Lawrence)
13. Independence Day – 4:20 – Solo nell'edizione giapponese
14. Love to You – 4:36 (Melanie Chisholm, Gary Clark) – Solo nell'edizione giapponese

Durata totale: 57:19

## Formazione
- Melanie C - voce
- Curt Bisquera - batteria
- Peter-John Vettese - pianoforte
- Marcus Brown - tastiera, chitarra
- Rick Nowels - chitarra acustica, cori, pianoforte, Fender Rhodes, sintetizzatore, mellotron
- Chris Garcia - basso, cori, chitarra, percussioni
- Charles Judge - tastiera
- Wayne Rodrigues - programmazione
- Phil Spalding - basso, chitarra elettrica
- Guy Chambers - tastiera
- Richard Flack - percussioni, programmazione
- Phil Palmer - chitarra acustica
- Damien leGassick - tastiera, programmazione, chitarra
- Abe Laboriel Jr. - batteria
- Jamie Candiloro - tastiera, pianoforte
- Paul Bushnell - basso
- David Munday - chitarra
- John Savannah - pianoforte, sintetizzatore
- Eric Erlandson - chitarra
- Phil Thornalley - tastiera, chitarra
- James Sanger - programmazione
- Monte Pittman - tastiera
- Jon Stewart - chitarra
- Marius De Vries - tastiera, programmazione
- Pete Davis - programmazione addizionale
- Andy Maclure - batteria
- Luis Jardim - percussioni
- Kim Kahn - tastiera
- Jake Davies - programmazione
- Mike Busby - chitarra
- Ian Thomas - batteria, percussioni
- Rhett Lawrence - chitarra
- Peter Wilson - basso
- Robert Howard - chitarra
- Alexis Smith - tastiera, programmazione
- Stella Page - viola
- Antonia Pagulatos - violino
- Prabjote Osahn - violino
- Roddy Lorimer - flicorno
- Jerry Hey - tromba
- Brandon Fields - tromba, sax
- Bill Reichenbach - sax
- Claire Worrall - cori

## Classifiche
| Classifica (2003) | Posizione massima |
| ----------------- | ----------------- |
| Regno Unito       | 5                 |
| Germania          | 13                |
| Svizzera          | 21                |
| Finlandia         | 36                |
| Svezia            | 38                |
| Austria           | 39                |
| Irlanda           | 47                |
| Paesi Bassi       | 62                |